# Fußball-Club Augsburg 1907 2005-2006
Questa voce raccoglie le informazioni riguardanti il Fußball-Club Augsburg 1907 nelle competizioni ufficiali della stagione 2005-2006.

## Stagione
Nella stagione 2005-2006 l'Augusta, allenato da Rainer Hörgl, concluse il campionato di Regionalliga sud al 1º posto e fu promosso in 2. Bundesliga.

## Rosa
| N. |                               | Ruolo | Calciatore        |
| -- | ----------------------------- | ----- | ----------------- |
| 1  | Croazia (bandiera)            | P     | Zdenko Miletić    |
| 2  | Germania (bandiera)           | D     | Oliver Schmidt    |
| 3  | Germania (bandiera)           | D     | Sören Dreßler     |
| 4  | Germania (bandiera)           | D     | Thomas Gellner    |
| 5  | Croazia (bandiera)            | D     | Saša Janić        |
| 6  | Macedonia del Nord (bandiera) | C     | Ajet Abazi        |
| 7  | Germania (bandiera)           | A     | Mark Römer        |
| 8  | Germania (bandiera)           | C     | Karsten Hutwelker |
| 10 | Brasile (bandiera)            | C     | Elton da Costa    |
| 11 | Germania (bandiera)           | C     | Leonhard Haas     |
| 13 | Austria (bandiera)            | D     | Patrick Pircher   |
| 14 | Svizzera (bandiera)           | D     | Iván Knez         |
| 15 | Germania (bandiera)           | D     | Torsten Traub     |

| N. |                      | Ruolo | Calciatore            |
| -- | -------------------- | ----- | --------------------- |
| 16 | Australia (bandiera) | C     | Saša Radulović        |
| 17 | Germania (bandiera)  | A     | Florian Galuschka     |
| 18 | Italia (bandiera)    | A     | Angelo Vaccaro        |
| 19 | Germania (bandiera)  | C     | Markus Thorandt       |
| 20 | Germania (bandiera)  | C     | Sascha Benda          |
| 21 | Germania (bandiera)  | C     | Markus Knackmuß       |
| 22 | Germania (bandiera)  | C     | Patrick Mölzl         |
| 24 | Germania (bandiera)  | P     | Rainer Adolf          |
| 25 | Germania (bandiera)  | P     | Christian Krieglmeier |
| 26 | Germania (bandiera)  | D     | Marco Löring          |
| 27 | Germania (bandiera)  | D     | Eugen Hecker          |
| 28 | Germania (bandiera)  | C     | Robert Strauß         |
| 30 | Nigeria (bandiera)   | A     | Christian Okpala      |

## Organigramma societario
Area tecnica
- Allenatore: Rainer Hörgl
- Allenatore in seconda: Kurt Kowarz
- Preparatore dei portieri:
- Preparatori atletici:
- Analisi video:

## Calciomercato

### Sessione estiva
| Acquisti | Acquisti       | Acquisti        | Acquisti |
| R.       | Nome           | da              | Modalità |
| -------- | -------------- | --------------- | -------- |
| C        | Elton da Costa | Unterhaching    |          |
| C        | Leonhard Haas  | Amburgo         |          |
| D        | Iván Knez      | Young Boys      |          |
| D        | Torsten Traub  | Rot-Weiß Erfurt |          |
| A        | Angelo Vaccaro | Unterhaching    |          |

| Cessioni | Cessioni          | Cessioni          | Cessioni |
| R.       | Nome              | a                 | Modalità |
| -------- | ----------------- | ----------------- | -------- |
| C        | Marvin Braun      | Kickers Stoccarda |          |
| A        | Milaim Rama       | Sciaffusa         |          |
| D        | Domenico Sbordone | Ingolstadt 04     |          |
| A        | Andras Tölcseres  | Ingolstadt 04     |          |
| D        | Michael Wenczel   | Ingolstadt 04     |          |

### Sessione invernale
| Acquisti | Acquisti          | Acquisti         | Acquisti |
| R.       | Nome              | da               | Modalità |
| -------- | ----------------- | ---------------- | -------- |
| A        | Florian Galuschka | Monaco 1860 II   |          |
| D        | Patrick Pircher   | Admira Wacker M. |          |
| C        | Saša Radulović    | Lillestrøm       |          |

| Cessioni | Cessioni            | Cessioni | Cessioni |
| R.       | Nome                | a        | Modalità |
| -------- | ------------------- | -------- | -------- |
| A        | Vladimir Manislavic | Ulma     |          |

## Risultati

### Regionalliga

#### Girone di andata
| Arbitro: | Kristek |

|                             |           |                       |
| Costa 23’ Okpala 48’ (rig.) | Marcatori | 20’ (rig.) Kokocinski |

| Arbitro: | Schlutius |

|                          |           |  |
| Perchtold 30’ Nehrig 69’ | Marcatori |  |

| Arbitro: | Schiffner |

|            |           |  |
| Löring 17’ | Marcatori |  |

| Arbitro: | Karle |

|  |           |           |
|  | Marcatori | 76’ Costa |

| Arbitro: | Kircher |

|                |           |                            |
| Römer 16’, 37’ | Marcatori | 50’, 88’ Braham 86’ Klasen |

| Arbitro: | Fleischer |

|  |           |                                                 |
|  | Marcatori | 41’ Thorandt 45’ Römer 52’ Hutwelker 89’ Okpala |

| Arbitro: | Bauer |

|                            |           |  |
| Löring 64’ Okpala 72’, 75’ | Marcatori |  |

| Arbitro: | Sippel |

|  |           |                    |
|  | Marcatori | 9’ Mölzl 45’ Costa |

| Arbitro: | Steinberg |

|                      |           |  |
| Römer 24’ Okpala 42’ | Marcatori |  |

| Arbitro: | Pflaum |

|  |           |                                    |
|  | Marcatori | 32’ Hutwelker 51’ Costa 59’ Okpala |

| Arbitro: | Schößling |

|                 |           |  |
| Okpala 69’, 84’ | Marcatori |  |

| Arbitro: | Meyer |

|             |           |                                     |
| Cescutti 4’ | Marcatori | 14’ Vaccaro 33’ Thorandt 67’ Löring |

| Arbitro: | Schmidt |

|            |           |                     |
| Okpala 82’ | Marcatori | 88’ (aut.) Thorandt |

| Arbitro: | Kuhl |

|           |           |             |
| Džaka 81’ | Marcatori | 4’ Thorandt |

| Arbitro: | Anklam |

|  |           |             |
|  | Marcatori | 35’ Vaccaro |

| Arbitro: | Maier |

|                                                               |           |                              |
| Hutwelker 19’, 86’ Vaccaro 45’, 47’ Römer 63’, 77’ Löring 71’ | Marcatori | 6’ (rig.) Driller 70’ Sajaia |

| Arbitro: | Palilla |

|  |           |                                                           |
|  | Marcatori | 10’ Benda 24’ Römer 25’ Radulović 50’ Traub 70’ Hutwelker |

#### Girone di ritorno
| Arbitro: | Wack |

|         |           |                 |
| Týce 4’ | Marcatori | 13’, 58’ Okpala |

| Arbitro: | Stieler |

|           |           |          |
| Römer 10’ | Marcatori | 42’ Weis |

| Arbitro: | Steinberg |

|                       |           |                      |
| Traut 67’ Strobel 86’ | Marcatori | 19’ Mölzl 54’ Löring |

| Arbitro: | Blos |

|                |           |  |
| Costa 47’, 76’ | Marcatori |  |

| Arbitro: | Kampka |

|            |           |           |
| Becker 38’ | Marcatori | 11’ Costa |

| Arbitro: | Brych |

|                    |           |  |
| Haas 38’ Traub 66’ | Marcatori |  |

| Arbitro: | Bornhöft |

|                                 |           |           |
| Zinnow 36’ Nicu 49’ Diakité 62’ | Marcatori | 74’ Römer |

| Arbitro: | Fischer |

|                        |           |  |
| Okpala 39’, 69’ (rig.) | Marcatori |  |

| Arbitro: | Karle |

|                          |           |                      |
| Agyemang 41’ Rogosic 69’ | Marcatori | 26’ Costa 40’ Löring |

| Arbitro: | Schumacher |

|          |           |  |
| Römer 6’ | Marcatori |  |

| Arbitro: | Welz |

|             |           |                    |
| Stierle 30’ | Marcatori | 70’ Haas 90’ Benda |

| Arbitro: | Seemann |

|            |           |  |
| Löring 90’ | Marcatori |  |

| Arbitro: | Walz |

|                 |           |            |
| Sprecakovic 30’ | Marcatori | 37’ Löring |

| Arbitro: | Winkmann |

|  |           |            |
|  | Marcatori | 45’ Nessos |

| Arbitro: | Palilla |

|                              |           |  |
| Costa 37’ Galuschka 50’, 51’ | Marcatori |  |

| Arbitro: | Maier |

|                        |           |                               |
| Seufert 56’ Méndez 75’ | Marcatori | 31’, 57’ Okpala 50’ Galuschka |

| Arbitro: | Karle |

|                                                                |           |  |
| Costa 8’, 40’, 67’ Löring 30’ Okpala 43’ Benda 59’ Schmidt 88’ | Marcatori |  |

## Statistiche

### Statistiche di squadra
| Competizione     | Punti | In casa | In casa | In casa | In casa | In casa | In casa | In trasferta | In trasferta | In trasferta | In trasferta | In trasferta | In trasferta | Totale | Totale | Totale | Totale | Totale | Totale | DR  |
| Competizione     | Punti | G       | V       | N       | P       | Gf      | Gs      | G            | V            | N            | P            | Gf           | Gs           | G      | V      | N      | P      | Gf     | Gs     | DR  |
| ---------------- | ----- | ------- | ------- | ------- | ------- | ------- | ------- | ------------ | ------------ | ------------ | ------------ | ------------ | ------------ | ------ | ------ | ------ | ------ | ------ | ------ | --- |
| Regionalliga sud | 76    | 17      | 13      | 2       | 2       | 39      | 9       | 17           | 10           | 5            | 2            | 34           | 17           | 34     | 23     | 7      | 4      | 73     | 26     | +47 |
| Totale           | 76    | 17      | 13      | 2       | 2       | 39      | 9       | 17           | 10           | 5            | 2            | 34           | 17           | 34     | 23     | 7      | 4      | 73     | 26     | +47 |

### Andamento in campionato
| Giornata  | 1 | 2  | 3 | 4 | 5 | 6 | 7 | 8 | 9 | 10 | 11 | 12 | 13 | 14 | 15 | 16 | 17 | 18 | 19 | 20 | 21 | 22 | 23 | 24 | 25 | 26 | 27 | 28 | 29 | 30 | 31 | 32 | 33 | 34 |
| --------- | - | -- | - | - | - | - | - | - | - | -- | -- | -- | -- | -- | -- | -- | -- | -- | -- | -- | -- | -- | -- | -- | -- | -- | -- | -- | -- | -- | -- | -- | -- | -- |
| Luogo     | C | T  | C | T | C | T | C | T | C | T  | C  | T  | C  | T  | T  | C  | T  | T  | C  | T  | C  | T  | C  | T  | C  | T  | C  | T  | C  | T  | C  | C  | T  | C  |
| Risultato | V | P  | V | V | P | V | V | V | V | V  | V  | V  | N  | N  | V  | V  | V  | V  | N  | N  | V  | N  | V  | P  | V  | N  | V  | V  | V  | N  | P  | V  | V  | V  |
| Posizione | 3 | 11 | 6 | 6 | 8 | 4 | 3 | 1 | 1 | 1  | 1  | 1  | 1  | 1  | 1  | 1  | 1  | 1  | 1  | 1  | 1  | 1  | 1  | 1  | 1  | 1  | 1  | 1  | 1  | 1  | 1  | 1  | 1  | 1  |

Legenda:

Luogo: C = Casa; T = Trasferta. Risultato: V = Vittoria; N = Pareggio; P = Sconfitta.

### Statistiche dei giocatori
| A. Abazi       | 3  | 0  | 0  | 0 |
| R. Adolf       | 1  | 0  | 0  | 0 |
| S. Benda       | 26 | 3  | 0  | 0 |
| E. Costa       | 31 | 12 | 2  | 0 |
| S. Dreßler     | 30 | 0  | 1  | 0 |
| F. Galuschka   | 10 | 3  | 0  | 0 |
| T. Gellner     | 12 | 0  | 0  | 0 |
| L. Haas        | 11 | 2  | 3  | 0 |
| E. Hecker      | 1  | 0  | 0  | 0 |
| K. Hutwelker   | 27 | 5  | 4  | 0 |
| S. Janić       | 0  | 0  | 0  | 0 |
| M. Knackmuß    | 13 | 0  | 3  | 0 |
| I. Knez        | 5  | 0  | 0  | 0 |
| C. Krieglmeier | 2  | 0  | 0  | 0 |
| M. Löring      | 33 | 9  | 5  | 0 |
| V. Manislavic  | 1  | 0  | 0  | 0 |
| Z. Miletić     | 31 | 0  | 1  | 0 |
| P. Mölzl       | 32 | 2  | 11 | 0 |
| C. Okpala      | 27 | 16 | 3  | 0 |
| P. Pircher     | 15 | 0  | 3  | 0 |
| S. Radulović   | 16 | 1  | 2  | 0 |
| M. Römer       | 24 | 10 | 1  | 0 |
| M. Schmidt     | 1  | 1  | 0  | 0 |
| O. Schmidt     | 20 | 0  | 2  | 0 |
| R. Strauß      | 15 | 0  | 0  | 0 |
| M. Thorandt    | 28 | 3  | 6  | 0 |
| T. Traub       | 34 | 2  | 3  | 0 |
| A. Vaccaro     | 17 | 4  | 2  | 0 |